# المنظمة الأمريكية لمهنيي السلامة
المنظمة الأمريكية لمهنيي السلامة تأسست المنظمة الأمريكية لمهنيي السلامة في عام 1911 ، والمعروفة باسم المنظمة الأمريكية لمهندسي السلامة حتى يونيو 2018 ، وهي منظمة عالمية تضم أكثر من 37000 عضو من متخصصي الصحة والسلامة المهنية الذين يديرون ويشرفون ويبحثون ويتشاورون بشأن الصحة والسلامة المهنية المتعلقة بالعمل في جميع الصناعات والحكومة، الحكومة و التعليم. أعضاء المنظمة يستخدمون نهج قائم على تقييم المخاطرلمنع الوفيات في منطقة العمل ، الإصابات و الأمراض.
تأسست المنظمة في أعقاب حريق مصنع " Triangle Shirtwaist "، في 25 آذار 1911 ، حيث تسبب نقص إجراءات السلامة في وفاة 146 من عمّال الملابس.
تقدم المنظمة الأمريكية لمهنيي السلامة التعليم المستمر لمتخصصي الصحة و السلامة المهنية ، تشارك في تطوراجماع معايير الصناعة ، يتابع المبادرات التي تهدف إلى بناء سمعة مهنة الصحة والسلامة المهنية ،ويوفر الوصول إلى تنظيم مختلف المجتمعات الأعضاء حول موقع جغرافي ، الصناعة ، الجنس ، العمر و النشاط العرقي. لدى المنظمة تحالفات مع الوكالات الفيدرالية مثل إدارة السلامة والصحة المهنية والمعهد الوطني للسلامة والصحة المهنيتين. تعمل المنظمة الأمريكية لمهنيي السلامة مع مجلس الاعتماد للهندسة والتكنولوجيا لتطوير معايير الاعتماد لبرامج الشهادات المتعلقة بالصحة والسلامة المهنية وعملت مع الشبكة الدولية للمنظمات الممارسة للسلامة والصحة لتطوير إطار القدرة المهنية لمحترفي الصحة والسلامة المهنيتين.

## التنظيم
تحتوي المنظمة الأمريكية لمهنيي السلامة على 151 فرعًا محليًا و 40 قسمًا و 65 قسمًا للطلاب في 75 دولة. يعيش الأعضاء في مناطق تشمل الأمريكتين وأوروبا والشرق الأوسط وأفريقيا وآسيا وأستراليا.
المنظمة الأمريكية لمهنيي السلامة لديها مجتمعات الممارسة المتخصصة التي تركز على صناعة معينة أو مجال الممارسة المهنية.
تغطّي هذه المجموعات الأوساط الأكاديمية ، العمل ، الاستشارة ، الهندسة ، البيئة ، بيئة العمل ، الحماية من الحرائق ، الرعاية الصحية ، النظافة الصناعية ، الدولية ، الإدارة ، التصنيع ، النفط والغاز ، التعدين والمعادن ، والقطاع العام ، إدارة المخاطر ، التأمين والنقل.
لدى المنظمة أيضًا أربع مجموعات ذات اهتمام مشترك - السود في التميز في السلامة (BISE) ، المتخصصون في السلامة من أصل إسباني ، النساء في التميز في السلامة (WISE) والمهنيين الشباب في الصحة والسلامة المهنية.

## معايير الإجماع
المنظمة الأمريكية لمهنيي السلامة هي أمينة سر للعديد من لجان ومشاريع المعهد القومي الأمريكي للمعايير، و مدير للمجموعات الاستشارية التقنية الأمريكية إلى منظمة المعايير الدولية بشأن أنظمة الحماية من السقوط وإدارة المخاطر والصحة المهنية والسلامة.
يمثل الأعضاء المنظَّمة في مجموعة واسعة من لجان معايير السلامة والصحة التابعة لمنظمات تطوير المعايير مثل المنظمة القومية للوقاية من الحرائق ، المعهد دون الإقليمي للإحصاءات والاقتصاد التطبيقي والمنظمة الأمريكية للاختبار والمواد.
تطور اللجان المعايير وتحافظ عليها ، التأكد من أن عملية المراجعة في الوقت المناسب ووفقًا لإجراءات المعهد الأمريكي للمعايير الوطنية ، ونشر المنتج النهائي.